# Klasse der Skyphoi A2
Mit dem Namen Klasse der Skyphoi A2 (englisch Ure’s Class of Skyphoi A2) wird eine durch ihre Form und ihr Dekorationssystem definierte Klasse attisch-schwarzfiguriger Skyphoi bezeichnet. Sie wird in das letzte Viertel des 6. Jahrhunderts v. Chr. datiert und ist chronologisch nach der Klasse der Skyphoi A1 anzusetzen und vor den Skypoi der Klasse A3. Ein Skyphos des Typs wurde in Rhitsona in Böotien gefunden, ein weiterer in Berezan. Die Gefäße haben schwarze Lippen mit einer Rille unterhalb des konkav gebildeten Randes. Der unterste Bereich der Wandung der Vasen blieb unverziert. Dargestellt sind auf dem Stück aus Rhitsona drei nackte stehende Jünglinge, auf weiteren Stücken Liebeswerben, Satyrn und Mänaden und andere Szenen, die Qualität der Zeichnung ist von schlechter Qualität.
Die Benennung geht auf Annie D. Ure und Percy N. Ure zurück, weitere Stücke wurden der Klasse durch John D. Beazley zugewiesen.